# Чевкін Костянтин Володимирович
Костянти́н Володи́мирович Че́вкін (рос. Константин Владимирович Чевкин; * 26 квітня (8 травня) 1803, Кам'янець-Подільський, нині Хмельницької області — † 3(15) листопада 1875, Ніцца, Франція) — російський державний і військовий діяч. Генерал від інфантерії (від 1856 року), генерал-ад'ютант (від 1856 року). Начальник штабу Гірничого корпусу (у 1834—1845 роках). Сенатор (від 1845 року), член Державної ради (від 1856 року). Головний керівник шляхів сполучення та публічних споруд (у 1855—1862 роках). Почесний член Імператорської Санкт-Петербурзької академії наук (від 1855 року).
Іменем Чевкіна названо мінерал чевкініт.

## Біографія
Народився у Кам'янці-Подільському — адміністративному центрі Подільської губернії, де його батько Володимир Іванович Чевкін був подільським цивільним губернатором. Після переїзду сім'ї до Санкт-Петербурга він, ймовірно під впливом матері, був відданий на навчання в єзуїтський пансіон. 1815 року єзуїтські пансіони в столицях закрили. 13-річного Костянтина перевели до Пажеського корпусу — найпривілейованішого середнього військово-навчального закладу тогочасної Росії.